# Ашик, Эмре
Эмре́ Аши́к (тур. Emre Aşık; род. 13 декабря 1973, Бурса) — турецкий футболист, центральный защитник. Выпускник школы клуба «Сёнмез Филаментспор». Эмре за свою карьеру успел сыграть за всех трёх грандов турецкого первенства: «Фенербахче», «Бешикташ» и «Галатасарай», за который играет в настоящее время. Один из сильнейших и опытнейших защитников в Турции; отличительная характеристика — жёсткость (о чём свидетельствует большое количество «горчичников» и удалений).

## Карьера
В 1991 году выпустился из академии «Сёнмез Филаментспор» (местная команда), и подписал с ней контракт. Так началось его постепенное становление на ноги. В том же 1991 году он дебютировал в третьей лиги чемпионата Турции, где сразу завоевал место в основе. Юный Эмре сразу попал в блокноты к скаутам, и через год он уже успешно защищал клуб второй лиги «Балыкесирспор». В 1993 году Эмре перешёл в «Фенербахче», дебютировав таким образом в Турецкой супер-лиге 29 августа 1993 года в матче против «Алтая», вышел в основном составе и был удалён. В сезоне 1995/96 годов приводит «канареек» к чемпионству, и в этом же году его покупает «Истанбулспор». За четыре года в «Истанбулспоре» никаких особых достижений не завоевал. В 2000 году новоиспеченный обладатель Кубка УЕФА стамбульский «Галатасарай» приобрёл Эмре, где он выиграл Суперкубок УЕФА в том же году, а спустя ещё год стал со «львами» двукратным чемпионом Турции. После чего в 2003 году он перешёл в руки «Бешикташа», но в 2005 снова вернулся в «Галатасарай» и выиграл очередной чемпионский титул. Сезон 2007/08 годов провёл в аренде за «Анкараспор». В сезоне 2008/09 годов стал обладателем Суперкубка Турции, отыграл 20 матчей и забил 1 мяч получил 10 предупреждений и 1 раз был удалён с поля.

## Карьера в сборной
С 1991 года является призывником сборной U-18 и U21. В 1993 году начал выступать в главной сборной. Дебютировал 27 октября 1993 года против сборной Польши отыграл весь матч, и заработал жёлтую карточку. Бронзовый призёр чемпионата мира 2002 года и чемпионата Европы 2008 года. На Евро-2008 Эмре провел 4 матча против сборных: Португалии, Швейцарии, Чехии и Хорватии, отыграл 292 минуты и заработал 2 жёлтые карточки. Всего 52 раза вызывался в сборную, провел 30 игр, забил 2 мяча, заработал 9 ЖК и 2КК.

## Достижения
Фенербахче
- Чемпион Турции: 1995/96

Галатасарай
- Чемпион Турции (2): 2001/02, 2005/06
- Обладатель Суперкубка УЕФА: 2000
- Обладатель Суперкубка Турции: (2008)

Сборная Турции
- Бронзовый призёр (3-е место) чемпионата мира 2002
- Бронзовый призёр (полуфиналист) чемпионата Европы 2008